# Euxoa foeda
Euxoa foeda är en fjärilsart som beskrevs av Lederer 1855. Euxoa foeda ingår i släktet Euxoa och familjen nattflyn. Inga underarter finns listade i Catalogue of Life.